# Стардъст
„Стардъст“ е междупланетна мисия на САЩ (JPL на НАСА, чиято основна цел е да изследва строежа на кометата Wild 2 и нейната глава.
Изстреляна е на 7 февруари 1999, пътува около 3 милиарда мили (5х109 км) и се завръща на земята на 15 януари 2006, за да даде пробите от капсулата. Това е първата мисия, която връща проби от космически прах и на земята. На 3 юли 2007 втора мисия е одобрена да посети кометата Tempel 1.

## Продължената мисия (NExT)
След завършване на основната мисия на „Stardust“ специалистите на НАСА решиха да насочат апарата към кометата Темпъл 1, която през 2005 г. бе изследвана от КА „Дийп Импакт“ – Стардъст трябваше да заснеме измененията на повърхността на кометата, предизвикани от сблъсъка с „Дийп Импакт“ – 350-килограмовия „Импактор“. Продължената мисия получи името NExT (на английски: New Exploration of Tempel 1).
На 14 февруари 2011 г. Стардъст се приближи до кометата Темпъл 1 на 181 километра и направи 72 снимки.